# Vlatka Oršanić
Vlatka Oršanić, hrvaško-slovenska sopranistka, * 29. januar 1958, Zabok, Hrvaška. 

## Življenjepis
S sedmimi leti se je na glasbeni šoli v Varaždinu začela učiti klavir, s štirinajstimi pa solo petje pri Ankici Opolski. S šestnajstimi leti je vpisala študij solo petja na Akademiji za glasbo v Ljubljanipri Ondini Otti Klasinc. Z odličnim uspehom je diplomirala spomladi leta 1979 z vlogo Gilde v Verdijevi operi Rigoletto (Opera SNG Ljubljana). V obdobju med letoma 1985 do 1990 se je izpopolnjevala na Dunaju pri Oliveri Miljaković.

### Prvi nastopi
Že med študijem je pela v zboru Slovenske filharmonije, za njen prvi solistični profesionalni nastop pa štejemo koncertno izvedbo Mozartove opere Figarova svatba, v kateri je z orkestrom Slovenske filharmonije leta 1976 nastopila v vlogi Suzane in je za ta dosežek prejela študentsko Prešernovo nagrado. Leta 1978 je postala solistka v Operi SNG Ljubljana in tam ostala do leta 1984. Debitirala je z vlogo Zofije v operi Werther J. Masseneta, sledile so vloge Gilda (Rigoletto), Lucia (Lucia di Lammermmoor), Adina (Kapljice za ljubezen), Rozina (Seviljski brivec), Olimpija (Hoffmannove pripovedke), Angelica (Orlando), Elvira (Puritanci), Kraljica noči (Čarobna piščal) in Violetta (La traviata). Istočasno je gostovala v opernih hišah na Reki, v Splitu, Beogradu, Zagrebu, Sarajevu, Novem Sadu, Skopju in na vseh pomembnih festivalih tedanje Jugoslavije ter v Romuniji (Cluj, Timişoara) in na Češkoslovaškem  (Praga).

### V tujini
Od leta 1990 do 1992 je bila solistka Opere Deželnega gledališča (Landestheater) v Salzburgu, kjer je nastopila kot Despina v Mozartovi operi Cosi fan tutte, kot Bastienne v Mozartovi operi Bastien und Bastienne, kot Evridika v Gluckovi operi Orfej in Evridika in kot Tamiri v Mozartovi operi Il re pastore. Gostovala je v Španiji in na Japonskem. Leta 1991 je kot gostja v Saški državni operi (Semperoper) v Dresdnu nastopila kot Mila v operi Osud L. Janáčka. Med letoma 1992 in 1995 je bila solistka Opere Državnega gledališča (Staatstheater) v Darmstadtu (Nemčija). Tudi tam je odpela številne glavne vloge; mednje spadajo Rozalinda v opereti J. Straussa ml. Netopir, Jenufa v Janáčkovi operi Jenufa, Mimi v Puccinijevi operi La bohème, Vitelija v Mozartovi operi Titovo usmiljenje, Tatjana v operi Jevgenij Onjegin P. I. Čajkovskega, Donna Anna v Mozartovi operi Don Giovanni, Mařenka v Smetanovi operi Prodana nevesta in Violetta v Verdijevi operi La traviata. Že od leta 1993 so jo vabili na druge evropske odre in v koncertne dvorane, od leta 1995 dalje pa je po Evropi in svetu nastopala kot svobodna umetnica. Leta 2003 je ponovno postala solistka in prvakinja Opere SNG v Ljubljani.

## Umetniški profil
Njene pevske in umetniške značilnosti so: posebno lep, bogat in velik glas, izrazita muzikalnost, glasovni razpon, poglobljena, občutena interpretacija in odrska prepričljivost. Kariero je začela kot koloraturna sopranistka, nadaljevala pa z vlogami lirskega in mladodramskega soprana. V zadnjem obdobju se posveča vlogam dramskega soprana in tudi mezzosoprana. Njen repertoar obsega več kot 40 glavnih opernih vlog in vrsto koncertnih vlog. Ukvarjala se je tudi s samospevi in večkrat nastopala na recitalih z repertoarjem od antičnih arij in klasičnih samospevov Schuberta, Schumanna, Brahmsa ter H. Wolfa do Rahmaninova, de Falle in sodobnih avtorjev Iva Maleca in Petra Kopača.

## Vloge, nastopi in umetniški sodelavci
Njene najodmevnejše vloge so: Gilda v Verdijevi operi Rigoletto  in Lucia v Donizettijevi operi Lucia di Lamermoor , v katerih je kot zelo mlada pevka nastopila na vseh odrih nekdanje Jugoslavije, kasneje pa Jenufa v istoimenski operi L. Janáčka, s katero je debitirala v Darmstadtu, nato pa nastopila na festivalu Maggio Musicale Fiorentino v Firencah, v Freiburgu (Stadttheater) in Essnu (Aalto-Musiktheater), zatem Katarina Izmajlova v Šostakovičevi operi Lady Macbeth mcenskega okrožja  (Aalto-Musiktheater Essen, Badisches Staatstheater Karlsruhe, Das Meininger Theater Meiningen, Theater Bremen, Opera HNK Zagreb) in Lady Macbeth v Verdijevi operi Macbeth  (Komische Oper Berlin, Oper Leipzig, Tiroler Landestheater Innsbruck). Nastopala je še kot Donna Elvira v Mozartovi operi Don Giovanni  (Zagreb), Leonora v Verdijevi operi Trubadur    (Bonn, Zagreb), Aida v Verdijevi operi Aida  (Antwerpen, Köln), Ariadna v operi Ariadna na Naksosu  R. Straussa (Berlin), Mila v operi Osud  L. Janáčka (Dresden), Nataša v operi Vojna in mir  S. Prokofjeva (Konzerthaus Dunaj), Malinka-Etherea-Kunka v Janáčkovi operi Izleti gospoda Broučka  (Konzerthaus Dunaj), Katja v Janáčkovi operi Katja Kabanova  (Darmstadt), Rusalka (Essen, Bielefeld) in Kneginja v operi A. Dvořáka Rusalka  (Ljubljana), Tosca v istoimenski operi G. Puccinija (Essen, Zagreb, Ljubljana), Tatjana v operi Jevgenij Onjegin  P. I. Čajkovskega (Zagreb), Mimi v operi La bohème  G. Puccinija (Darmstadt, Zagreb), Margareta v operi Faust  Ch. Gounoda (Ljubljana), Elektra v Mozartovi operi    Idomeneo       (Salzburg), Abigaila v Verdijevi operi Nabucco  (Ljubljana), Cio-Cio-San (Madama Butterfly) v Puccinijevi operi Madama Butterfly  (Ljubljana), Maddalena v Giordanovi operi Andrea Chénier  (Ljubljana), Didona in Belinda v Purcellovi operi Didona in Enej  (Zagreb, Ljubljana), Genoveva v istoimenski Schumannovi operi (Konzerthaus Dunaj), Herodiada v Straussovi operi Saloma  (Ljubljana), Maddalena v Verdijevi operi Rigoletto  (Ljubljana), Miss Todd v Menottijevi operi Zmikavt in stara devica  (Ljubljana), Marcellina v Mozartovi Figarovi svatbi  (Ljubljana) in Kabanicha v Janačkovi operi Katja Kabanova  (Ljubljana).
Tudi njen koncertni repertoar obsega dela različnih glasbenih slogov, od baroka, klasike, romantike in verizma do sodobne glasbe. Med njimi so številne Bachove in Händlove kantate, Bachova Maša v h-molu , Händlov oratorij Mesija  in Devet nemških arij , Mozartov Requiem,  Krönungsmesse  in številne koncertne arije, Beethovnova 9. simfonija , oratorij Christus am Ölberge  in Missa solemnis , Schubertova glasbena drama Lazarus , Rossinijevi deli Petite messe solennelle  in Stabat Mater , Mendelssohnova oratorij Elias  in simfonična kantata Hvalna pesem (Lobgesang) , Brahmsov Nemški rekvijem , Mahlerjeva 2. simfonija , Dvořákova Stabat Mater , Verdijeva Messa da requiem , Brucknerjeva Te Deum  in Maša v f-molu , Altenberg-Lieder  A. Berga, Lirična simfonija  A. Zemlinskega in Rekviem za mladega pesnika (Requiem für einen jungen Dichter)  B. A. Zimmermanna.
Nastopila je na največjih evropskih glasbenih prireditvah kot so Salzburške slavnostne igre, Dunajski slavnostni tedni, Edinburški festival, festival Maggio Musicale Fiorentino, Festival d'automne v Parizu, Dubrovniški poletni festival, Splitsko ljeto, Varaždinski baročni večeri in Opatijski festival ter na najuglednejših koncertnih odrih v Evropi in drugod po svetu, kot so Wiener Musikverein, Wiener Konzerthaus, Berliner Philharmonie, Berliner Konzerthaus, Kölner Philharmonie, Alte Oper Frankfurt, Théâtre du Châtelet in Radio France (Pariz), Bunka-Kai-Kan (Tokio), Auditorio Municipal de Madrid, in še na koncertnih odrih v Bruxellesu, Rotterdamu, Utrechtu, Nürnbergu, Ljubljani, Zagrebu, Rigi in v Beogradu. Sodelovala je z mnogimi dirigenti kot so Michael Gielen, Lovro pl. Matačić, Semjon Bičhkov, Vladimir Jurowski, Kirill Petrenko, Uroš Lajovic, Hans Graf, Pinchas Steinberg, Stefan Soltesz, Daniel Harding, Heinz Holliger, Rafael Frühbeck de Burgos, Dieter Rosberg, Tomàš Hanus, Howard Arman, Nikša Bareza, Mladen Tarbuk, Ivo Lipanović in z režiserji kot so Joachim Herz, Harry Kupfer, Christine Mielitz, Liliana Cavani, Uwe Eric Laufenberg, Pet Halmen, Frank van Laecke, Lutz Hochstraate, Thomas Schulte-Michels, Andreas Homoki, Konstanze Lauterbach, Fred Berndt, Tom Tölle in Gerd Heinz. Njeni partnerji so bili med drugim Elina Garanča, Anja Harteros in Piotr Bieczała.

## Pedagoška dejavnost
Od leta 2003 se ukvarja s pedagoškim delom. Je redni profesor na Glasbeni akademiji v Zagrebu, od 2007 do 2016 je bila predstojnik tamkajšnjega pevskega oddelka, med letoma 2006 in 2010 pa je predavala še na Akademiji za glasbo v Ljubljani. Njeni študenti so solisti v mnogih opernih hišah, tako v Bayerische Staatsoper München, Deutsche Oper Berlin, Semperoper Dresden, Grand Théâtre de Genève, Stadttheater St. Gallen, Národní Divadlo Praga, Teatro Fenice Venezia, Teatro dell'Opera di Roma, Opera Krakowska, Gran Teatre del Liceu Barcelona, Chicago Operahouse, v Operi SNG Ljubljana, Operi SNG Maribor, Operi HNK Zagreb, Operi HNK Ivan Zajc Rijeka, Operi HNK Split in Operi HNK Osijek. Vodi seminarje za pevce in pevske pedagoge, je članica žirij na domačih in mednarodnih pevskih tekmovanjih in soustanoviteljica ter ravnateljica mednarodnega pevskega tekmovanja "Zinka Milanov" na Reki.

## Nagrade
- 1976: študentska Prešernova nagrada (Slovenija) za vlogo Susanne v Mozartovi operi Figarova svatba.
- 1979:  1. nagrada na mednarodnem tekmovanju opernih pevcev »Mario del Monaco« v Udinah (Italija).
- 1980:  2. nagrada na Mednarodnem televizijskem tekmovanju opernih pevcev »Belcanto« v Oostendeju (Belgija).
- 2004: nagrada »Marijana Radev« (Hrvaška) za najboljšo žensko operno vlogo (Katerina Izmajlova v operi Lady Macbeth mcenskega okrožja) v sezoni 2003/2004.
- 2007: nagrada »Milka Trnina«  Arhivirano 2010-01-18 na Wayback Machine.(Hrvaška) za izjemne umetniške dosežk.
- 2010: plaketa »Sergije Rainis« (Hrvaška) za izjemne dosežke na področju vokalne umetnosti in pedagogije.
- 2011: nagrada »Hrvatskog društva glazbenih i plesnih pedagoga - HDGPP«  Arhivirano 2018-09-01 na Wayback Machine. za izredne dosežke na področju glasbene pedagogije.
- 2012:  nagrada »Samo Smerkolj« (Slovenija) za umetniške dosežke slovenskih opernih pevcev, posebej na področju komorne opere.
- 2012: Betettova nagrada (Slovenija) za umetniške dosežke in vsestranski prispevek k slovenski glasbeni kulturi.

## Zgoščenke
- A. Zemlinsky: Lyrische Symphonie / A.Berg: Altenberg-Lieder. SWF-Sinfonieorchester, dirigent Michael Gielen, Arte Nova Classics, 1995
- Ludwig van Beethoven: Sinfonie Nr. 9. SWF-Sinfonieorchester, dirigent Michael Gielen, EMI Records, 1995
- B. A. Zimmermann: Requiem für einen jungen Dichter, SWF-Sinfonieorchester, dirigent Michael Gielen, Sony Classical, 1995
- G. F. Händel: Devet nemških arij, Založba kaset in plošč, Ljubljana 2000
- Drago Arko, violina
- Ciril Škerjanc, violončelo
- Vlasta Doležal-Rus, čembalo

## Mediji
- Portret Vlatke Oršanić, Produkcija Hrvatske televizije, 2000. Režija Branko Ivanda
- Televizijska oddaja o Vlatki Oršanić, Produkcija Televizije Slovenije, 2004. Avtorica: Darja Korez Korenčan

Arhivske posnetke Vlatke Oršanić med drugim hranijo radijske in televizijske postaje: RTV Slovenija, Hrvatska Radiotelevizija (HRT), Österreichischer Rundfunk (ORF), Deutschlandsradio, Südwestrundfunk (SWR), Mitteldeutsche Rundfunk (MDR).